# 節水
節水，又称省水，指的是透過科技或是社會性的手段來減少淡水的使用量。省水措施努力的目標包括：
- 可持續發展 - 確保後代子孫能持續享用足夠的淡水，從自然界取用的淡水量不能超過其自然補給率。
- 節約能源 - 水的抽取、傳送以及廢水處理均需要大量的能源。在世界各地（舉例來說：加州[1]）超過百分之15的電力消耗在有關於水的各方面管理控制上。
- 淡水濕地之保護 - 減少人類用水有助於保護居住於淡水濕地之野生動物及水鳥，並減少興建新水壩的需求以及其他開發新的水源的開銷。

## 台湾的節水
行政院在83年2月核定「節約用水措施」，政府開始計畫性推動節水措施，經濟部隨即推廣省水器材、雨水儲蓄設施、中水道二元供水系統以及工業省水等。
節水工作除了減少用水量外，更可積極推動雨水儲蓄設施及中水道二元供水系統。雨水儲蓄供水系統是將水文循環中的雨水以天然地形或人工方法予以擷取儲存，用於浴廁、澆灌、補充空調用水或景觀池及生態池之補充水源等。
民國83至93年水利署投入節水經費約14億元（含補助換裝省水器材及雨水儲蓄設施），節約水量1.15億立方公尺。

## 社會性措施
省水計畫的執行通常為地方政府之職權，像是都市水利署或者是地方政府。公共政策包括：對大眾的政策宣導、累進水費（用水量愈高，單位水費越高）、補助人民安裝省水器材。位處缺水地區的城市通常會用xeriscaping這種能有效節水的園藝裝置以及天然的園景來節省戶外用水。
協助省水的一項重要措施是做到全面統計。全世界各地的住宅水表分佈程度有著極大的差異。最近的研究指出，在英國至少有超過百分之30以上的水量沒有被統計到，在加拿大則有百分之57。雖然要在每個私人的井或是大家族中普遍設表有些不切實際，但美國環境保護署(United States Environmental Protection Agency，USEPA)估計單單是準確的記量就能讓水的支出減少二至四成。除了能喚醒群眾對省水的注意，準確的記量對於找出漏水處亦十分有幫助。
研究指出省水首要的對象應該是農夫，因為農業灌溉佔了世界淡水使用量的七成。許多國家的農業無論在經濟或政治上均十分重要，因此對於水的補助時常可見。主張省水者倡議取消所有對農業正璀的補助，以迫使農夫種植更為有效利用水源的作物，並採用更為節儉的灌溉設施。

## 省水技術
住宅中的省水措施包括:

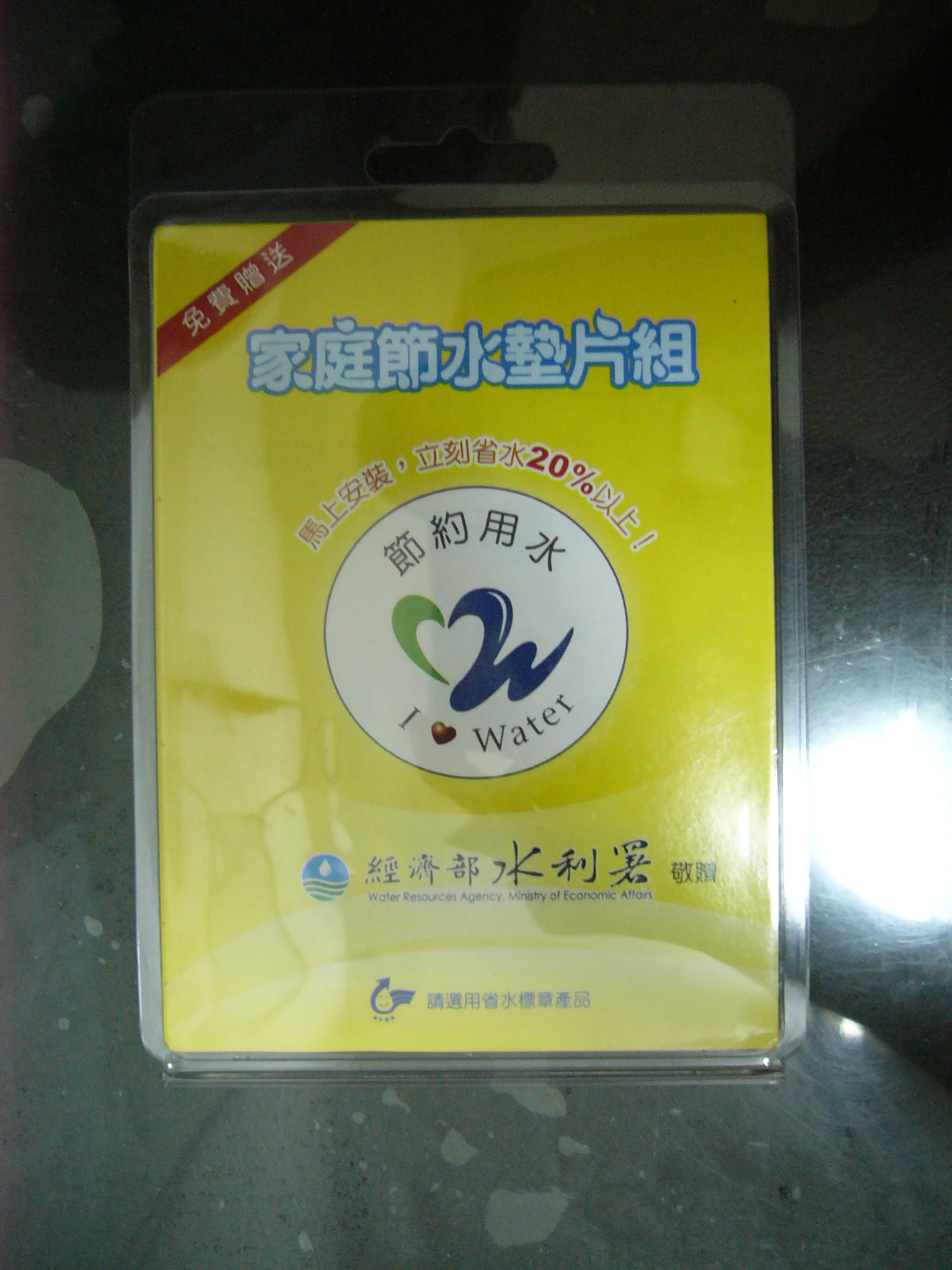
中華民國經濟部水利署贈送的家庭節水墊片組正面

- 低流量蓮蓬頭 (有時被稱做節能蓮蓬頭，因為它所消耗用來加熱的能源較少）。[來源請求]
- 低量沖水馬桶(low-flush toilets)，堆肥式廁所(composting toilets)以及免沖小便斗（waterless urinals）, 能夠在省水上有顯著的效果。

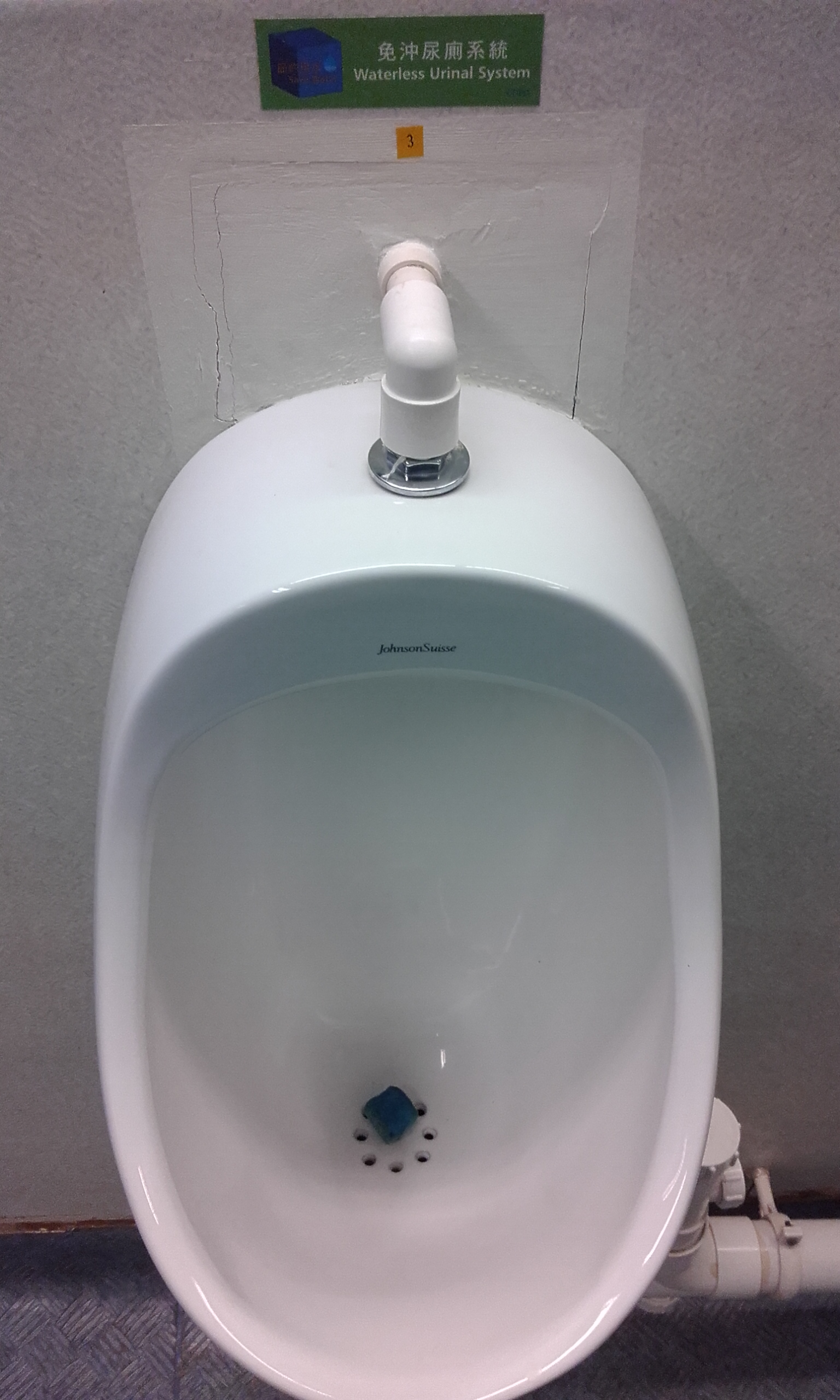
香港城市大學的免沖小便斗

- 省水器(faucet aerators)，將水流轉換成完整的水珠，維持清洗的有效性，同時能節省水量。

- 廢水利用能使:
  - 灰水(graywater)再利用於清洗浴室或是澆花
  - 經過廢水處理廠的淨水程序來重新利用廢水。

在農業灌溉上，省水意味著使因蒸發或是無意流失的水量降至最低。漫灌(flood irrigation)是最為傳統的灌溉方式，但是灌溉的十分不均勻，有些地區的水量過多，有些過少。噴灌(overhead irrigation)則能夠均勻的分佈水量，但是在乾燥地區，這種灌溉方式在運送過程中蒸發的水量則十分龐大。滴灌（滴水灌溉）(drip irrigation)則是最昂貴與最不普遍的灌溉方式，但是能使因運輸而浪費的水量降到最低。
因為更換灌溉系統的開銷十分龐大，因此農業的省水通常著力於將現有系統的效能發揮至最佳化。這包括土壤壓實（soil compaction）的開發、採用溝渠來防止灌溉水的流失以及土地水分以及降雨量監控將灌溉工作發揮至最佳。

## 集水管理
集水管理 包括：
- 補水坑(recharge pits)，蒐集雨水以及流水並補注至地下水層。
- 雨水撲滿(rain bank)，蒐集雨水並儲存使用，常見使用在屋簷排水管開rain diverter擷取較乾淨的雨水

## 外部連結
- 節約用水資訊網
- 臺北市自來水事業處-節約用水網站